# Nofe Perat
Nofe Perat (hebr.: נופי פרת) – osiedle żydowskie położone w samorządzie regionu Matte Binjamin, w Dystrykcie Judei i Samarii, w Izraelu.
Leży na pustyni Judzkiej na wschód od Jerozolimy, w otoczeniu miasta Ma’ale Adummim oraz wiosek Almon i Kefar Adummim.

## Historia
29 listopada 1947 roku Zgromadzenie Ogólne Organizacji Narodów Zjednoczonych przyjęło Rezolucję nr 181 w sprawie podziału Palestyny na dwa państwa: żydowskie i arabskie. Tutejsze tereny miały znajdować się w państwie arabskie i w wyniku wojny o niepodległość w 1948 znalazły się pod okupacją Jordanii.
Podczas wojny sześciodniowej w 1967 ziemie te zajęły wojska izraelskie. Osada została założona w 1992 przez dwie grupy żydowskich osadników z Jerozolimy - grupa religijna nazywała się Oriah, a świecka Tal. Oficjalnie było to osiedle mieszkaniowe pobliskiej osady Kefar Adummim.
Osiedle wejdzie w skład terytoriów izraelskich na Zachodnim Brzegu, chronionych przez budowany mur bezpieczeństwa. W lipcu 2002 roku izraelska armia ewakuowały nielegalne osiedle Nofe Perat Maraw, położone około 700 m na zachód od wioski Nofe Perat. Osadnicy żydowscy jednak bardzo szybko powrócili i ponownie założyli osadę na Wzgórzu 468.

## Gospodarka
Gospodarka osiedla opiera się na rolnictwie.

## Komunikacja
Z osiedla wychodzi lokalna droga, którą jadąc w kierunku wschodnim dojeżdża się do osiedla Kefar Adummim, a stamtąd w kierunku południowo-wschodnim do skrzyżowania z drogą ekspresową nr 1  (Tel Awiw–Jerozolima–Bet ha-Arawa).